# Albéric O'Kelly de Galway
Pour les articles homonymes, voir O'Kelly.
Albéric O'Kelly de Galway (17 mai 1911, Bruxelles – 3 octobre 1980, Bruxelles) était un grand maître belge du jeu d'échecs (1956) et un grand maître du jeu d'échecs par correspondance (1962), célèbre pour avoir été le troisième champion du monde d'échecs par correspondance ICCF entre 1959 et 1962. Il est également l'auteur d'ouvrages sur les échecs.

## Carrière
O'Kelly a remporté le championnat de Belgique d'échecs treize fois entre 1937 et 1959. En 1946, il termina premier au tournoi Hoogovens Beverwijk. L'année suivante, il  gagna le tournoi zonal d'Hilversum. Il finit 1er ex æquo avec Vasja Pirc à Teplice Sanov, et deuxième à Venise. En 1948, il finit premier au tournoi de São Paulo devant Erich Eliskases et Hector Rossetto. Il reçut le titre de maître international en 1950, et remporta le tournoi de Dortmund l'année suivante. Dans les années 1960, il gagna trois fois le tournoi Costa del Sol (en 1963, 1966 et 1967).
Albéric O'Kelly fut nommé arbitre international en 1952 et officia à ce titre pour les championnats du monde entre Tigran Petrossian et Boris Spassky en 1966 et 1969. En 1974, il fut l'arbitre du match entre Anatoli Karpov et Viktor Kortchnoï à Moscou, comptant pour la finale du tournoi des candidats.

## Publications
O'Kelly était polyglotte, parlant correctement six langues (français, néerlandais, allemand, anglais, espagnol, russe et un peu d'italien). Il a publié de nombreux livres et articles, souvent dans une langue autre que le français.
Il a écrit notamment les livres 
- (en) Improve your Chess Fast (titre français: Les Leçons d'un champion T. 1: Progresser rapidement),
- (en) Assess your Chess Fast (titre français: Les Leçons d'un champion T. 2: Vers la Maîtrise) et
- (en) The Sicilian Flank Game,

publiés chez Batsford.
Ses ouvrages Les Leçons d'un champion étaient à l'origine un cours par correspondance labellisé Europe Échecs, revue dont il était le principal collaborateur vers la fin des années 1960. La préface du Tome 1 contient la phrase: « Un ancien champion de France remarquait modestement que ces cours lui avaient appris bien des choses qu'il ignorait! ».  Pour preuve, la table des matières du tome 2 contient les titres suivants :
1. Les pions féroces
2. Les chaînes de pions
3. Les sacrifices positionnels
4. Les sacrifices de qualité positionnels
5. La centralisation
6. Le centre avancé
7. Majorité centrale
8. L'attaque
9. La contre-attaque
10. Le pion isolé
11. La variante d'échange du Gambit dame orthodoxe
12. Les idées gagnent
13. Possibilités stratégiques cachées en milieu de partie.

Par ailleurs, la variante O'Kelly est une ligne de la défense sicilienne: 1. e4 c5 2. Cf3 a6. D'après l'ouvrage collectif Experts vs the Sicilian (Quality Chess, Göteborg (Suède)), la continuation usuelle des siciliennes ouvertes 3. d4 cxd4 n'est pas un bon choix.

## Une partie par correspondance
János Balogh - O'Kelly, 3e Championnat du monde d'échecs par correspondance ICCF, 1959-1962
1. e4 g6 2. d4 Fg7 3. Cf3 d6 4. Fc4 c6 5. Cc3 Cf6 6. De2 0-0 7. Fg5 b5 8. Fd3 Dc7 9. e5!? dxe5 10. Dxe5 Dd8 11. Df4 Ca6! 12. a3 Cc7 13. Ce2 c5! 14. dxc5 Ce6 15. De3 Cd5 16. Dd2 Cxc5 17. Td1 Fb7 18. 0-0 Cxd3 19. Dxd3 (cxd3) Db6 20. Tfe1 a6 21. Ced4 Tfe8 22. Dd2 e5 23. Cb3 Tac8 24. Te2 f6 25. Fe3 Dc7 26. c3 Ff8! 27. De1 Fd6 28. Fc1 Rf7! (centralisation) 29. h3 e4 30. Cfd4 f5 31. Fg5 Db6 32. f3 exf3 33. Txe8 Txe8 34. Dh4 h5 35. gxf3 Dc7!! (prévient Te1) 36. Cxf5 Te2 37. Cbd4 Fc5 38. Rf1 Dh2 39. Ch6+ (O'Kelly a analysé: 39. Cxe2 Dh1+ 40. Cg1 Dxg1+ 41. Re2 Cxc3+ 42. bxc3 Fxf3+ 43. Rxf3 Dxd1+, etc.) 39...Rg7! 40. Cxe2 Dh1+ 41. Cg1 Fxg1 42. Re2 Dg2+ 43. Re1 Fh2 44. Txd5 Fg3+ 45. Rd1 Dxf3+ 46. Rc1 Fxd5 47. Dd4+ Rh7 48. Fe3 Fd6 49. Da7+ Fb7 50. Db6 Ff4 0-1.